# Exechia praedita
Exechia praedita är en tvåvingeart som beskrevs av Eberhard Plassmann 1976. Exechia praedita ingår i släktet Exechia och familjen svampmyggor. Inga underarter finns listade i Catalogue of Life.